# セス・スワースキー
セス・スワースキー（Seth Swirsky、1960年12月5日）は、アメリカ合衆国のポップミュージック ソングライター、俳優、映画監督、作家。 代表作にグラミー賞ノミネートしたen:Tell It To My Heart。ビートルマニアとして8年間かけてビートルズ関係者のインタビューを取材したビートルズと私(en:Beatles Stories）などがある。

## 作品
- ビートルズと私